# Araneus geminatus
Araneus geminatus là một loài nhện trong họ Araneidae.
Loài này thuộc chi Araneus. Araneus geminatus được Tord Tamerlan Teodor Thorell miêu tả năm 1881.